# Hidde Jurjus
Hidde Jurjus (Lichtenvoorde, 9 februari 1994) is een Nederlandse keeper in het betaald voetbal. Hij verruilde in de zomer van 2023 De Graafschap voor FC Groningen.

## Clubcarrière

### De Graafschap
Jurjus voetbalde in zijn jeugd voor Longa '30 en trainde vanaf zijn vijfde ook drie jaar op de Gelderse KeepersSchool. Hij werd op zijn achtste opgenomen in de jeugdopleiding van De Graafschap. Hier stroomde hij negen jaar later door naar de selectie van de hoofdmacht. Jurjus deed in 2013/14 eerst dienst als vierde doelman, waarna trainer Jan Vreman hem in juli 2014 benoemde tot eerste doelman voor het volgende seizoen. Hij maakte zodoende op 8 augustus 2014 zijn debuut in het betaald voetbal, in de Eerste divisie. Die dag speelde hij met zijn ploeggenoten met 1–1 gelijk uit bij FC Emmen. Het tegendoelpunt dat hij moest slikken kwam voort uit een strafschop van Alexander Bannink. Jurjus speelde alleen de eerste helft. Na de rust bleef hij achter in de kleedkamer met een rugblessure. Die kostte hem elf weken. 
Hij maakte op 28 oktober 2014 zijn rentree in het eerste elftal, tijdens een met 4-1 gewonnen wedstrijd in het toernooi om de KNVB beker, tegen Deltasport. Vanaf dat moment bleef Jurjus eerste doelman van De Graafschap en speelde hij 35 wedstrijden in alle competities. Jurjus beëindigde het seizoen 2014/15 met De Graafschap op de zesde plaats, goed voor deelname aan de play-offs 2015. Daarin promoveerden zijn ploeggenoten en hij door middel van overwinningen op Almere City, Go Ahead Eagles en FC Volendam naar de Eredivisie. 
Hierin debuteerde hij op 11 augustus 2015, tijdens een met 3–1 verloren wedstrijd uit bij sc Heerenveen. Jurjus keepte dat seizoen in alle 34 competitieronden. De Graafschap kwam daarin nooit boven de zestiende plaats uit en eindigde op de zeventiende. Daardoor moest de club ook de play-offs 2016 spelen. Jurjus en zijn teamgenoten versloegen daarin MVV Maastricht, maar Go Ahead Eagles stuurde ze daarna terug naar de Eerste divisie.

### PSV
Jurjus tekende in juli 2016 een contract tot medio 2021 bij PSV, de Nederlandse landskampioen in de voorgaande twee seizoenen. Dat betaalde circa €500.000,- voor hem aan De Graafschap. Jurjus speelde op 12 augustus 2016 zijn eerste wedstrijd voor de Eindhovense club. Die dag kwam hij met Jong PSV tot 1–1 uit bij SC Cambuur, in de eerste speelronde van het seizoen 2016/17 in de Eerste divisie. Hij bleef het hele seizoen onderdeel van deze selectie en deelde daarin zijn plaats in het doel met Remko Pasveer, Luuk Koopmans en Yanick van Osch.
PSV verhuurde Jurjus in juni 2017 voor een jaar aan Roda JC Kerkrade, dat zich in het voorgaande seizoen via de play-offs behield in de Eredivisie. Hier kreeg hij een basisplaats. PSV verhuurde Jurjus gedurende het seizoen 2018/19 aan De Graafschap. Met beide ploegen degradeerde hij na play-offs uit de Eredivisie. PSV verhuurde Jurjus ook gedurende het seizoen 2019/20 aan De Graafschap.

### De Graafschap
Na een jaar bij het Duitse KFC Uerdingen 05, waarvoor hij 24 wedstrijden speelde in de 3. Liga, keerde hij terug bij De Graafschap, voor zijn derde periode in Doetinchem. In het seizoen 2021/22 speelde hij alle competitiewedstrijden en eindigde hij negende in de competitie, waarna het in de eerste ronde van de play-offs om promotie verloor van FC Eindhoven. Het jaar erop miste hij alleen de laatste competitiewedstrijd, waarin al duidelijk was dat De Graafschap zich niet zou plaatsen voor de play-offs. Hij kwam tot 207 wedstrijden in drie periodes voor De Graafschap. 

### FC Groningen
In de zomer van 2023 sloot Jurjus zich aan bij het net gedegradeerde FC Groningen, waar hij een contract voor twee seizoenen tekende. Hij begon het seizoen als reservedoelman achter Michael Verrips, maar na tien speelrondes en een teleurstellende twaalfde plek, kreeg Jurjus de kans. Hij gaf zijn basisplaats niet meer weg en klom op de ranglijst naar de derde plek, waar het op de voorlaatste speelronde nog steeds stond. In de laatste speelronde moest gewonnen worden van nummer twee Roda JC, om directe promotie af te dwingen. Jurjus hield die wedstrijd de nul en zag zijn ploeg met 2-0 winnen, waardoor Groningen na één jaar afwezigheid weer terugkeerde op het hoogste niveau. 

## Clubstatistieken
| Seizoen         | Club            | Competitie      | Competitie | Competitie | Beker | Beker | Overig | Overig | Totaal | Totaal |
| Seizoen         | Club            | Competitie      | Duels      | Goals      | Duels | Goals | Duels  | Goals  | Duels  | Goals  |
| --------------- | --------------- | --------------- | ---------- | ---------- | ----- | ----- | ------ | ------ | ------ | ------ |
| 2014/15         | De Graafschap   | Eerste divisie  | 27         | 0          | 2     | 0     | 6      | 0      | 35     | 0      |
| 2015/16         | De Graafschap   | Eredivisie      | 34         | 0          | 1     | 0     | 4      | 0      | 39     | 0      |
| 2016/17         | Jong PSV        | Eerste divisie  | 17         | 0          | 0     | 0     | 0      | 0      | 17     | 0      |
| 2017/18         | → Roda JC       | Eredivisie      | 34         | 0          | 4     | 0     | 2      | 0      | 40     | 0      |
| 2018/19         | → De Graafschap | Eredivisie      | 22         | 0          | 0     | 0     | 0      | 0      | 22     | 0      |
| 2019/20         | → De Graafschap | Eerste divisie  | 29         | 0          | 1     | 0     | 0      | 0      | 30     | 0      |
| 2020/21         | KFC Uerdingen   | 3.Liga          | 24         | 0          | 0     | 0     | 0      | 0      | 24     | 0      |
| 2021/22         | De Graafschap   | Eerste divisie  | 38         | 0          | 1     | 0     | 2      | 0      | 41     | 0      |
| 2022/23         | De Graafschap   | Eerste divisie  | 37         | 0          | 3     | 0     | 0      | 0      | 40     | 0      |
| 2023/24         | FC Groningen    | Eerste divisie  | 28         | 0          | 5     | 0     | 0      | 0      | 33     | 0      |
| Carrière totaal | Carrière totaal | Carrière totaal | 287        | 0          | 18    | 0     | 14     | 0      | 318    | 0      |

Bijgewerkt t/m 13 mei 2024.

## Interlandcarrière
Jurjus debuteerde op maandag 28 maart 2016 in Jong Oranje. Die dag wonnen het team en hij een oefeninterland tegen Jong Servië in San Pedro del Pinatar : 1–0.

## Trivia
De sportredactie van Omroep Gelderland riep Jurjus op 4 mei 2016 uit tot Gelders voetballer van het jaar.
1 Vaessen ·
2 Prins ·
3 Blokzijl ·
5 Rente ·
6 Resink  ·
8 De Jonge ·
9 Willumsson ·
10 Taha ·
11 Emeran ·
13 Štubljar ·
14 Schreuders ·
15 Van der Laan ·
16 Mercera ·
17 Van der Werff ·
19 Zawada ·
20 Seuntjens ·
21 Jurjus ·
22 Bouland ·
23 Turay ·
24 Baron ·
26 Van Bergen ·
27 Mendes ·
41 Petiet ·
43 Peersman ·
44 Dillema ·
48 Kelder ·
55 Holder ·
69 Hoekstra ·
Coach: Lukkien
· Assistent-coach: Goedkoop
· Assistent-coach: Visser
· Keeperstrainer: Moes
· Keeperstrainer: Vos